# Willy Großmann

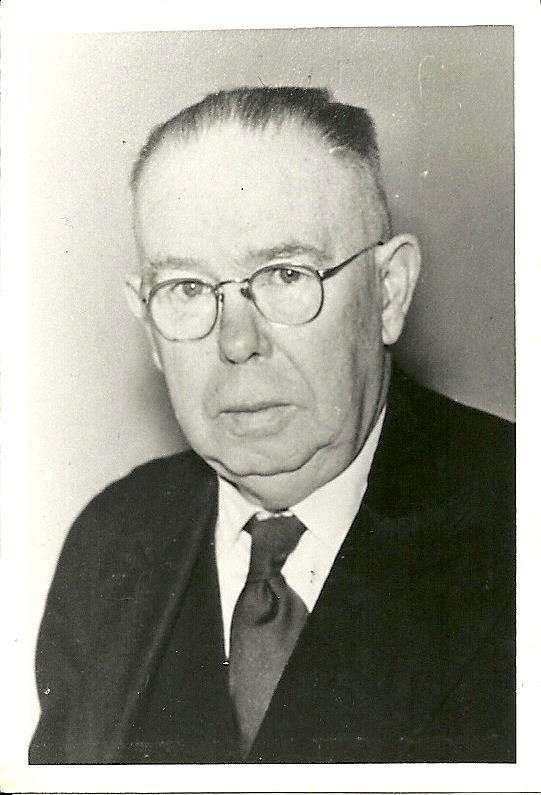
Willy Großmann

Hermann Reinhold Wilhelm Großmann (* 26. April 1888 in Berlin; † 9. Januar 1963 ebenda) war ein deutscher Politiker (SPD).

## Leben
Nach seiner Lehre arbeitete Willy Großmann als Maschinenschlosser bei der Königlichen Eisenbahn-Direktion in Berlin. Ab 1906 war er Mitglied des Deutschen Metallarbeiter-Verbands, 1908 trat er auch der SPD bei. Im Ersten Weltkrieg wurde er zunächst nicht eingezogen, da Metallarbeiter für die Rüstung benötigt wurden. Großmanns gewerkschaftlichen und politischen Betätigung führten zu seiner ersten Verhaftung, die Freistellung vom Kriegsdienst wurde aufgehoben. Noch im Krieg trat er der USPD bei.
1919 wurde Großmann in die Neuköllner Stadtverordnetenversammlung gewählt, auch der durch das 1920 beschlossene Groß-Berlin-Gesetz gehörte er der Bezirksversammlung Neukölln an. 1922 kehrte er zur SPD zurück. Von 1923 bis 1925 und 1928 bis 1929 war er Mitglied der Berliner Stadtverordnetenversammlung. Vorsteher der Bezirksversammlung Neukölln war Großmann von 1928 bis 1930. In der Zeit des Nationalsozialismus war er als Schlosser tätig und wurde mehrfach verhaftet.
Nach der Befreiung wandte Großmann sich wieder der politischen Arbeit zu. Von 1946 bis 1959 war er Vorsteher der Bezirksverordnetenversammlung Neukölln. Zu seinem 70. Geburtstag wurde er als Stadtältester von Berlin geehrt. Bei der Berliner Wahl 1958 wurde er in das Abgeordnetenhaus von Berlin gewählt.

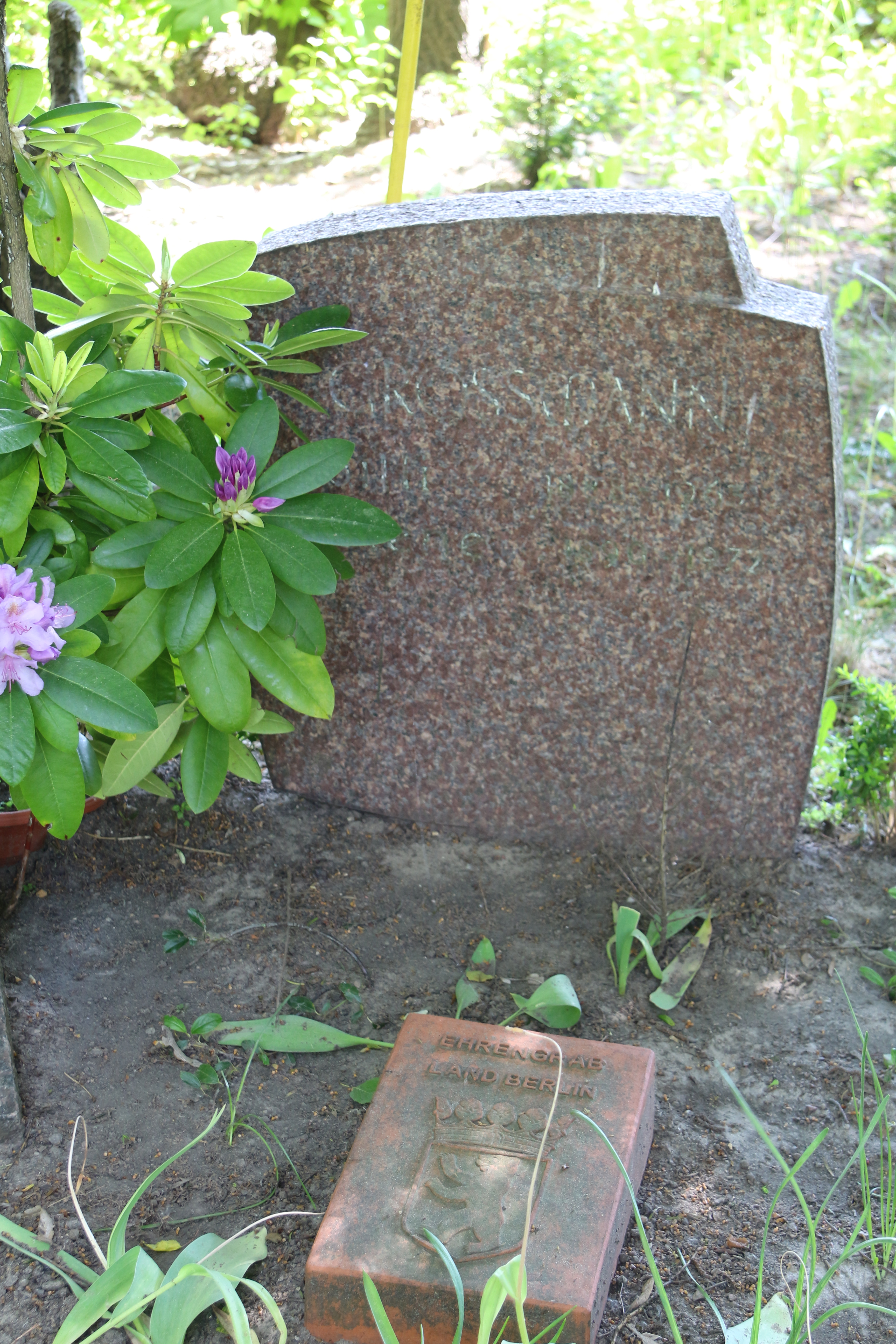
Ehrengrab Willy Großmanns

Großmann erhielt ein Ehrengrab des Landes Berlin auf dem Parkfriedhof Neukölln.